# Voederheil
Voederheil is een buurtschap in de gemeente Maashorst in de Nederlandse provincie Noord-Brabant. Het ligt een kilometer ten noordwesten van het dorpje Zeeland, dicht bij de buurtschappen Nabbegat en Zevenhuis.

## Toponymie
De naam Voederheil werd vroeger gespeld als Goederheijle (1368-1369), Goederheijde (1436), Guederheyl (1491), Voederheil (1837). De betekenis van Voederheil is onbekend. In de 19e eeuw meende men dat de naam terugging op oudtijds opererende krijgsbenden die de bewoners, die geen voeder of foerage konden of wilden leveren, hadden bedreigd met het afbranden van de huizen. Dergelijke anekdotische verklaringen dient men met wantrouwen te begroeten. Als de naam oud is kan eventueel gedacht worden aan verband met de in een middeleeuwse tekst voorkomende oppervlakte aanduiding sarcinae voeder (voluit: tantum prati supra quod habentur annuatim circiterVI sarcine dicte voeder feni), vergelijk een middeleeuwse landmaat als lopenzaad.

## Geschiedenis
Voederheil is vanouds een nederzetting van het type kransakkerdorp en wordt enkele decennia eerder vermeld in de archieven dan Zeeland zelf. Het zou weleens de oudste nederzetting op grondgebied van de voormalige gemeente Zeeland kunnen zijn.

## Ligging
De buurtschap Voederheil ligt rond de gelijknamige weg, direct ten noordwesten van Zeeland. Het oostelijke deel van de buurtschap is getransformeerd in een bedrijventerrein (met verder ook nog de wegen Hoefslag in het zuiden, Hogeweg in het noorden en Landweer in het westen).

## Trivia
- Bij archeologische opgravingen in 2013, voorafgaand aan het bouwrijp maken van het bedrijventerrein, zijn aanwijzingen gevonden van bewoning uit de 16e eeuw. Het gaat om versierd aardewerk en resten van waterputten. Bij eerdere opgravingen in dit gebied zijn al resten van een zogeheten landweer aangetroffen. Dat was mede reden om verder onderzoek te doen in het gebied.

Hoofdplaats: Uden      

Dorpen: Odiliapeel · Reek · Schaijk · Volkel · Zeeland 

Buurtschappen: Bedaf · Biesthoek · Brand ·  Duifhuis (Uden) · Duifhuis (Zeeland) · Eikenheuvel · Gaal · Graspeel · Heikant · Hengstheuvel · Hoefkens · Hooge Heide · Hoogveld · Hultje · Kleuter · Kooldert · Kreitsberg · Lagenheuvel · Lankes · Loo · Maatsehei · Moleneind · 't Mun · Nabbegat · Niemeskant · Oosterens · Oventje · Rakt (deels) · Rusven · Schadron · Slabroek · Strepen · Trent · Velmolen · Vloet · Voederheil · Weeg · Witte Dellen · Zevenhuis
Noord-Brabant: Steden en dorpen      Nederland: Provincies · Gemeenten